# Гольцев, Виктор Викторович
Виктор Викторович Гольцев (28 июля 1901, Москва — 9 мая 1955, Москва) — советский писатель, журналист, корреспондент, теоретик литературы, главный редактор журнала «Дружба народов».

## Биография

Писатели — делегаты первого съезда советских писателей. 1934 год, Москва. Виктор Гольцев — в первом ряду второй справа.

Сын редактора журнала «Русская мысль» Виктора Александровича Гольцева (1850—1906).
Учился в Высшем литературно-художественном институте им. В. Я. Брюсова (до 1923). Начал печататься в 1923 году. Участник Первого съезда советских писателей (1934).
Член ВКП(б) с 1940.
Участник Великой Отечественной войны, специальный корреспондент газеты «Красный Сокол» АДД ВС СССР, майор. 8 августа 1944 года награждён Орденом Отечественной войны второй степени.
С 1947 года сотрудничал в редколлегии журнала «Дружба народов», в 1949 году возглавил журнал.
Умер в 1955 году. Похоронен рядом с родителями на Ваганьковском кладбище.

## Оценки современников
Виктор Викторович Гольцев, одно имя которого олицетворяло в ту пору едва ли не весь комплекс русско-грузинских литературных взаимосвязей. «Грузин московского розлива», как он горделиво-шутливо говорил о себе, или «Витя в тигровой шкуре», как ласково подшучивали его друзья— ИЗ ВОСПОМИНАНИЙ Г. Маргвелашвили